# Petr Yan
Petr Yan, né le 11 février 1993 à Dudinka en Russie est un combattant professionnel d’arts martiaux mixtes russe participant à la division poids coq de l'UFC, division dans laquelle il a été champion de juillet 2020 à avril 2021. Il a combattu dans l'Absolute Championship Berkut où il a été champion ACB des poids coq.

## Biographie

### Jeunesse
Petr Yan est né d'un père d'origine sino-russe et d'une mère russe. Dès le collège, il commence à s'entraîner au Taekwon-do ITF et se bat à plusieurs reprises dans les rues et à l'école de son quartier, ce qui incite sa famille a changer fréquemment de domicile pour l'en empêcher. Souhaitant par la suite s'initier à la boxe, il suit discrètement son frère aîné dans un club de la ville de Dudinka, Krasnoïarsk Krai, pour s'y entraîner. Yan s'exerce alors pendant huit ans et obtient le grade de Maître de sport en boxe dans la catégorie de poids 64 kg. 
Il est également diplômé de l'Université fédérale de Sibérie de la ville d'Omsk avec un diplôme en culture physique et sport.

## Palmarès en arts martiaux mixtes
| 24 combats           | 19 victoires | 5 défaites |
| Par KO               | 7            | 0          |
| Par soumission       | 1            | 0          |
| Sur décision         | 11           | 4          |
| Par disqualification | 0            | 1          |

| Résultat | Record | Adversaire               | Méthode                                  | Événement                                 | Date              | Round | Temps | Lieu                              | Notes                                                                       |
| -------- | ------ | ------------------------ | ---------------------------------------- | ----------------------------------------- | ----------------- | ----- | ----- | --------------------------------- | --------------------------------------------------------------------------- |
| Victoire | 19-5   | Marcus McGhee            | Décision unanime                         | UFC sur ABC : Whittaker contre de Ridder  | 26 juillet 2025   | 3     | 5:00  | Abu Dhabi, Émirats Arabes Unis    |                                                                             |
| Victoire | 18-5   | Deiveson Figueiredo      | Décision unanime                         | UFC Fight Night: Yan vs. Figuereido       | 23 novembre 2024  | 5     | 5:00  | Macao, Chine                      |                                                                             |
| Victoire | 17-5   | Song Yadong              | Décision unanime                         | UFC 299: O’Malley vs. Vera 2              | 9 mars 2024       | 3     | 5:00  | Miami, Floride, États-Unis        |                                                                             |
| Défaite  | 16-5   | Merab Dvalishvili        | Décision unanime                         | UFC Fight Night: Yan vs. Dvalishvili      | 11 mars 2023      | 5     | 5:00  | Las Vegas, Nevada, États-Unis     |                                                                             |
| Défaite  | 16–4   | Sean O'Malley            | Décision partagée                        | UFC 280: Oliveira vs Makhachev            | 22 octobre 2022   | 3     | 5:00  | Abu Dhabi, Émirats Arabes Unis    | Combat de la soirée.                                                        |
| Défaite  | 16–3   | Aljamain Sterling        | Décision partagée                        | UFC 273: Volkanovski vs The Korean Zombie | 9 avril 2022      | 5     | 5:00  | Jacksonville, Florida, États-Unis | Pour le titre des poids coqs de l'UFC.                                      |
| Victoire | 16–2   | Cory Sandhagen           | Décision unanime                         | UFC 267: Blachowicz vs Teixeira           | 30 octobre 2021   | 5     | 5:00  | Abu Dhabi, Émirats Arabes Unis    | Remporte le titre intérimaire des poids coqs de l'UFC. Combat de la soirée. |
| Défaite  | 15–2   | Aljamain Sterling        | Disqualification (coup de genou illégal) | UFC 259: Blachowicz vs Adesanya           | 6 mars 2021       | 4     | 4:29  | Las Vegas, Nevada, États-Unis     | Perd le titre des poids coqs de l'UFC.                                      |
| Victoire | 15–1   | José Aldo                | TKO (coups de poing)                     | UFC 251: Usman vs Masvidal                | 12 juillet 2020   | 5     | 3:24  | Abu Dhabi, Émirats Arabes Unis    | Remporte le titre des poids coqs de l'UFC.                                  |
| Victoire | 14-1   | Urijah Faber             | KO (coup de genou)                       | UFC 245                                   | 15 décembre 2019  | 3     | 0:43  | Las Vegas, Nevada, États-Unis     |                                                                             |
| Victoire | 13-1   | Jimmie Rivera            | Décision unanime                         | UFC 238                                   | 8 juin 2019       | 3     | 5:00  | Chicago, Illinois, États-Unis     |                                                                             |
| Victoire | 12-1   | John Dodson              | Décision unanime                         | UFC Fight Night: Błachowicz vs. Santos    | 23 février 2019   | 3     | 5:00  | Prague, Tchécoslovaquie           |                                                                             |
| Victoire | 11-1   | Douglas Silva de Andrade | TKO (abandon)                            | UFC 232                                   | 29 décembre 2018  | 2     | 5:00  | Inglewood, Californie, États-Unis |                                                                             |
| Victoire | 10-1   | Son Jin-soo              | Décision unanime                         | UFC Fight Night: Hunt vs. Oleinik         | 15 septembre 2018 | 3     | 5:00  | Moscou, Russie                    | Combat en poids intermédiaire. Son manque la pesée. Combat de la soirée.    |
| Victoire | 9-1    | Teruto Ishihara          | KO (coups de poing)                      | UFC Fight Night: Cowboy vs. Edwards       | 23 juin 2018      | 1     | 3:28  | Kallang, Singapour                |                                                                             |
| Victoire | 8-1    | Matheus Mattos           | TKO (coups de poing)                     | ABC 71                                    | 23 septembre 2017 | 3     | 2:27  | Moscou, Russie                    | Défend le titre des poids coqs de l’ABC.                                    |
| Victoire | 7-1    | Magomed Magomedov        | Décision unanime                         | ABC 57                                    | 15 avril 2017     | 5     | 5:00  | Moscou, Russie                    | Remporte le titre des poids coQ de l’ABC.                                   |
| Victoire | 6-1    | Ed Arthur                | Décision unanime                         | ABC 41                                    | 15 juillet 2016   | 3     | 5:00  | Sochi, Russie                     |                                                                             |
| Défaite  | 5-1    | Magomed Magomedov        | Décision partagée                        | ACB 32                                    | 26 mars 2016      | 5     | 5:00  | Moscou, Russie                    | Pour le titre inaugural des poids coqs ACB.                                 |
| Victoire | 5-0    | Murad Kalamov            | Décision unanime                         | ACB 24                                    | 24 octobre 2015   | 3     | 5:00  | Moscou, Russie                    | Remporte 2015 ACB Bantamweight Grand Prix                                   |
| Victoire | 4-0    | Artur Mirzakhanyan       | TKO (coups de poings)                    | Professional Fight Night 10: Russia Cup   | 5 juillet 2015    | 1     | 2:40  | Omsk, Russie                      |                                                                             |
| Victoire | 3-0    | Kharon Orzumiev          | Soumission (étranglement en guillotine)  | ACB 19                                    | 30 mai 2015       | 1     | 0:47  | Kaliningrad, Russie               | Demi-finale 2015 ACB Bantamweight Grand Prix.                               |
| Victoire | 2-0    | Renato Velame            | Décision unanime                         | ACB 14                                    | 28 février 2015   | 3     | 5:00  | Grozny, Russie                    | Quart de finale 2015 ACB Bantamweight Grand Prix.                           |
| Victoire | 1-0    | Murad Bakiev             | KO (coup de poing)                       | Siberian League: Baikal Cup 2014          | 20 décembre 2014  | 3     | 0:45  | Irkutsk, Russie                   | Début en poids coqs.                                                        |